# Suno Taris
Suno Taris ist ein fiktiver Pop-Musiker aus Finnland, der auf einem 2024 gestarteten KI-Experiment des Hamburger Digitalstrategen Karsten Buth basiert. Buth schrieb die frei erfundene Biographie des Musikers und lässt die künstlerischen Inhalte beinahe vollständig von Künstlicher Intelligenz (KI) generieren. Dies schließt neben der Komposition und Produktion der Musik auch das Verfassen der Songtexte, die Gestaltung der Albumcover und Bild- und Videodarstellungen des Interpreten ein.

## Hintergrund des Experiments
Neben seiner humorvollen Umsetzung hat das Projekt einen durchaus ernsten Hintergrund. Die Idee ist zum einen, dem aktuellen Pop-Musik-Business, welches häufig als austauschbar und belanglos kritisiert wird, den Spiegel vorzuhalten. Zum anderen soll durch die in den bekannten Streaming-Diensten verfügbaren Songs das Bewusstsein dafür geschärft werden, dass generative Künstliche Intelligenz (Generative AI) auch disruptiv auf die Musikindustrie einwirken wird. Dabei wirft das Experiment auch Fragen über Authentizität und Kreativität in der digitalen Ära auf.

## Fiktive Biographie
Die Lebensgeschichte von Suno Taris ist frei erfunden. Es diente keine reale Person als Vorbild. Die in der Biographie gemachten Angaben wurden nachfolgend für Anweisungen (Prompts) an verschiedenen KI-Systeme genutzt.

Eine Zusammenfassung der Biographie findet sich beispielsweise auf der "Artist Page" des Streaming-Dienstes Spotify:
"Suno Taris, das Pop-Chamäleon aus Finnland, überzeugt mit seiner unerreichten Bandbreite in Stimme und Sound.
In seiner Jugend tauschte er die ländliche Weite Finnlands gegen das laute und immerwache Berlin. Hier atmet er Großstadtluft und erschafft handgemachte Pop-Musik voller Sehnsucht und Herz. Sein nach ihm benanntes Debütalbum umfasst neben den deutschsprachigen Pop-Hymnen „Jeder Schritt ein neuer Tanz“, „Thermomix der Liebe“ und dem Überraschungs-Hit „Welchen Unterschied es macht“ auch seine Liebeserklärung an Finnland: „Suomen kesä“.

Suno Taris: Noch nie war Pop so persönlich, so nahbar, so mitreißend."

## Musik
Die Ergebnisse sind in Teilen tatsächlich austauschbare Pop-Songs mit belanglosen Texten. Der Effekt des KI-Halluzinierens verfremdet den entstandenen Sound und lässt bei Hörern bei längerer Beschäftigung damit Zweifel aufkommen, ob es sich hierbei tatsächlich um professionell produzierte Pop-Musik handelt. Es ist zum Zeitpunkt der Veröffentlichung jedoch bemerkenswert, in welcher Form Künstliche Intelligenz bereits in der Lage ist, den Kreativprozess moderner Pop-Musik nachzuahmen.

## Easter Eggs
- Der Vorname des Künstlers (Suno) geht auf das in großen Teilen für das Experiment verwendete KI-System suno.ai[5] zurück.
- Der letzte Song des Debütalbums enthält im Refrain den Reim „Vielleicht doch nicht handgemacht, sondern von Computern ausgedacht“, um auf den nicht-menschlichen Ursprung der Werke hinzuweisen.
- Im Streaming-Dienst Spotify stellt Suno Taris eine Playlist zur Verfügung, in der auch Songs anderer Pop-Musiker aufgeführt sind. Liest man die Titel der Playlist-Songs hintereinander weg, ergibt sich der Satz: „80 Millionen – Lieder – Vom Computer gemacht – Ich frage mich – Echt – Welchen Unterschied es macht – Pop braucht dich nicht“

## Verfügbarkeit
Am 7. Februar 2024 wurde das erste Album „Suno Taris“ auf Spotify veröffentlicht. Die EP „Größer als ich selbst“, mit vier weiteren Songs, folgte am 14. Februar 2024 und bedient sich musikalisch nochmal anderer Stilmittel.

## Reaktionen und Diskussion
Die Diskussion über die Austauschbarkeit moderner Pop-Musik ist nicht neu und wurde bereits geführt, bevor KI Einfluss darauf nahm. Die Reaktionen von Hörern des Experiments reichen von Überraschung bis hin zu Skepsis. Viele Beobachter des Experiments drücken auch ihre Sorge aus, wohin eine KI-Schwemme in der Musikindustrie führen kann.

## Belege
1. ↑  Über Karsten Buth. In: missing link. 11. Februar 2024, abgerufen am 11. Februar 2024.
2. ↑  deutschlandfunk.de: Die Pop-Fabrik - So werden Hits gemacht. Abgerufen am 11. Februar 2024.
3. ↑  Markus Schwarzer: Why generative AI doesn’t mark the end of music creativity. In: The AI Journal. 19. Oktober 2023, abgerufen am 11. Februar 2024 (britisches Englisch).
4. ↑  Suno Taris - Artist Page. In: Spotify. Abgerufen am 11. Februar 2024.
5. ↑  Suno AI. Abgerufen am 15. Februar 2024 (englisch).
6. ↑  Suno Taris - Suno Taris. In: Spotify. Abgerufen am 11. Februar 2024.
7. ↑  Dieses kleine Detail fehlt der heutigen Pop-Musik - WELT. 8. April 2017, abgerufen am 11. Februar 2024.
8. ↑  Julia Bähr: Studie über Popmusik: Wie die Akkorde verschwanden. In: FAZ.NET. 7. Mai 2015, ISSN 0174-4909 (faz.net [abgerufen am 11. Februar 2024]).